# Paul Schütze (Widerstandskämpfer)
Paul Schütze (* 21. Januar 1891 in Mittenwalde; † 8. Mai 1944 in Justizvollzugsanstalt Brandenburg a. d. Havel) war ein deutscher Widerstandskämpfer gegen den Nationalsozialismus.

## Leben
Paul Schütze arbeitete seit 1918 bei der Berliner Maschinenbau AG in Wildau, zuletzt als Kranführer. Paul Schütze war verheiratet und wohnte in Niederlehme. Er war Mitglied der SPD von 1919 bis 1922, danach bis 1929 Mitglied der KPD. Aus der KPD wurde er ausgeschlossen. Im Gemeinderat von Niederlehme war er für die KPD von 1923 bis 1930 vertreten. Paul Schütze engagierte sich auch gewerkschaftlich. Ab 1933 war er Zellenwalter in der DAF und auch Mitglied der NSV. 1942 kam er mit Wilhelm Jacob in Kontakt, welcher ihn unter dem Decknamen „Schuhmann“ für den Kampfbund um Erich Prenzlau warb.
Paul Schütze wurde 1943 festgenommen. Die Gestapo konnte ihm anhand gefundener Beitragslisten eine Mitgliedschaft im Kampfbund für die Zeit Juni 1942 bis Mai 1943 nachweisen. Außerdem fand man bei einer Hausdurchsuchung zwei kommunistische Flugblätter aus dem Jahr 1932 und „neuere englische Flugblätter“. Paul Schütze wurde am 31. März 1944 durch das Kammergericht Berlin zusammen mit Werner Gutsche, und Otto Lemm, zum Tode verurteilt. Er wurde am 8. Mai 1944 im Zuchthaus Brandenburg-Görden hingerichtet. Er hinterließ seine Frau Frieda Schütze, geborene Valentin und zwei erwachsene Söhne, Walter und Fritz.

## Ehrungen
- An der TH Wildau erinnern vor dem „Haus 13“ Gedenksteine an Otto Grabowski, Otto Lemm und Paul Schütze.
- In Niederlehme, in der Straße „Am Dorfanger“, heute Ortsteil von Königs Wusterhausen, erinnert ein Ehrenmal an Paul Schütze, Karl Scherer und Paul Schulze